# Симпсон, Дженнифер
Дженнифер Симпсон (англ. Jennifer Barringer Simpson; 23 августа 1986, Уэбстер-Сити) — американская легкоатлетка, выступает в беге на средние дистанции. Чемпионка мира 2011 года в беге на 1500 метров, бронзовый призёр Олимпийских игр 2016 года на дистанции 1500 метров. Заняла 9-е место на Олимпийских играх 2008 года в беге на 3000 метров с препятствиями.
На Олимпиаде 2012 года не смогла выйти в финал на дистанции 1500 метров.
Заняла 3-е место на кроссе «Cinque Mulini» 2014 года.

## Достижения
Бриллиантовая лига
- 2012:  Prefontaine Classic – 4.06,10
- 2012:  London Grand Prix – 4.07,76
- 2013:  Golden Gala – 4.02,30
- 2013:  Herculis – 4.00,48